# New Jersey Devils
Die New Jersey Devils (IPA: [njuː ˈdʒɝzi ˈdɛvəls]) sind ein US-amerikanisches Eishockeyfranchise der National Hockey League aus Newark im Bundesstaat New Jersey. Es nahm zu Beginn der Saison 1974/75 unter dem Namen Kansas City Scouts den Spielbetrieb auf. Vor der Spielzeit 1976/77 zog das Franchise zunächst von Kansas City nach Denver um und spielte bis Ende der Saison 1981/82 unter dem Namen Colorado Rockies. Im Sommer 1982 erfolgte schließlich der Umzug an die Ostküste und die Umbenennung in den derzeitigen Namen. Die Teamfarben sind Rot, Schwarz und Weiß.
Die Devils tragen ihre Heimspiele im Prudential Center aus und sind das einzige Franchise, das innerhalb der Liga zweimal den Standort wechselte. Seit Beginn der 1990er Jahre gehört das Team zu den erfolgreichsten der Liga und verpasste seit 1988 nur in zwei Spieljahren die Playoffs. Zudem gewann die Mannschaft seit 1995 bei fünf Finalteilnahmen dreimal den prestigeträchtigen Stanley Cup. Die Devils sind für ihre defensiv ausgerichtete Spielweise bekannt. Sie führen eine Rivalität mit den New York Rangers und den Philadelphia Flyers. Die Devils gewannen neun Mal die Atlantic Division, zuletzt in der Saison 2009/10.

## Geschichte

### Erfolglose Jahre nach dem Umzug an die Ostküste (1982 bis 1987)

Altes Logo der Devils

Das Franchise wurde bereits 1974 gegründet und spielte die ersten zwei Jahre unter dem Namen Kansas City Scouts. Aus finanziellen Gründen zog das Team bereits nach zwei Spielzeiten zur Saison 1976/77 nach Denver und wurde zu den Colorado Rockies. Hier kam es im Sommer 1978 zu einem Besitzerwechsel. Der neue Eigentümer Arthur Imperatore verkündete gleich, dass er das Team gerne nach New Jersey umsiedeln wollte. Noch stellte sich die National Hockey League diesem Wunsch entgegen, da es dort keine angemessene Spielstätte gab. Die Rockies hatten es in der Folge mit dem stetig im Raum stehenden Umzug schwer. Schließlich kaufte John McMullen das Team und vollzog zur Saison 1982/83, als die Brendan Byrne Arena fertiggestellt war, den Umzug. Da sie mit ihrem Standort in bestehende territoriale Rechte anderer Teams eingriffen, war es erforderlich, die New York Rangers, New York Islanders und Philadelphia Flyers finanziell zu entschädigen. Mit diesen Teams hatte man auch starke regionale Konkurrenz. Um sich in der neuen Heimat die erforderliche Akzeptanz zu verschaffen, wurde eine Umfrage nach dem neuen Teamnamen gestartet. Über 10.000 Stimmen wurden abgegeben und die Entscheidung fiel mehrheitlich auf New Jersey Devils.
Der populärste Spieler in der ersten Spielzeit war Torhüter Glenn Resch, die erfolgreichsten Spieler waren Aaron Broten und Don Lever. Dazu kam Bob MacMillan, der der jüngere Bruder von Cheftrainer Bill MacMillan war und in der Verteidigung der Finne Tapio Levo, als einziger europäischer Stammspieler. In den letzten Spielen der ersten Saison zeigte der junge Pat Verbeek, dass er ein wichtiger Bestandteil der Devils-Zukunft sein würde. Auch wenn in der ersten Saison nur 17 Spiele gewonnen wurden – die wenigsten Siege der Liga –, belegten die Devils mit 48 Punkten den vorletzten Platz in ihrer Division. Für die zweite Spielzeit wurde Mel Bridgman von den Calgary Flames im Tausch für Joel Quenneville und Steve Tambellini geholt. Neben Verbeek konnte sich auch der junge Verteidiger Joe Cirella etablieren. Ihr Debüt geben auch Ken Daneyko und John MacLean. Als sich aber der sportliche Erfolg nicht einstellte, trennten sich die Devils noch während der Saison von Trainer und General Manager Bill MacMillan. Nur zwei Siege aus den ersten 20 Spielen machten den Handlungsdruck zu groß. Tom McVie übernahm das Traineramt bis zum Saisonende, während Max McNab neuer General Manager wurde. Am Ende der Saison reichten 17 Siege erneut zum vorletzten Platz in der Division. Gekrönt wurde der Fehlstart von einer Aussage Wayne Gretzkys, der die Devils als „Mickey-Mouse-Team“ bezeichnet hatte. Beim nächsten Gastspiel der Edmonton Oilers trugen viele Zuschauer Mickey-Mouse-Ohren.
Mit Doug Carpenter als neuem Cheftrainer gingen die Devils in die Saison 1984/85. Die Verteidigung wurde mit Bruce Driver und dem Deutschen Uli Hiemer verstärkt. Im Angriff tat sich der starke Rookie Kirk Muller hervor, mit Greg Adams unterstützte ein weiterer Neuling das Team. Auch wenn es wieder nur für den vorletzten Platz reichte, war das Team mit 22 Siegen näher an den vor ihnen liegenden Teams dran. Zwar verbesserten sich die Devils stetig und brachten es in den beiden folgenden Spielzeiten auf je 28 Siege, da mit Mario Lemieux jedoch beim bisherig Letzten, den Pittsburgh Penguins, ein schneller Aufschwung kam, musste sich New Jersey mit dem letzten Platz in der Division zufriedengeben. Als auch 29 Siege in der Saison 1986/87 nicht reichten, um die rote Laterne der Division abzugeben, und auch verpflichtete Spieler wie der Torhüter Karl Friesen nicht einschlugen, holte Besitzer McMullen als Team-Präsident Lou Lamoriello. Dieser war im College-Eishockey über viele Jahre erfolgreich gewesen, besaß aber keine Erfahrung im Profibereich.

### Erste Erfolge (1987 bis 1994)
Lamoriello entließ im Sommer 1987 Max MacNab als General Manager und übernahm diese Position selbst. Mit Brendan Shanahan und Doug Brown kamen wieder hoffnungsvoller Spieler und für Greg Adams sowie Torhüter Kirk McLean hatten die Devils aus Vancouver Patrik Sundström verpflichtet. Mitten in der Spielzeit holten die Devils mit Jim Schoenfeld einen neuen Trainer. Am letzten Spieltag der Saison konnten die Devils aus eigener Kraft erstmals die Playoffs erreichen. In einem dramatischen Spiel bei den Chicago Blackhawks erzielte John MacLean das entscheidende Tor in der Overtime. Die New York Rangers hatte man im Rennen um die Endrunde ausgestochen, in der ersten Playoff-Runde waren die New York Islanders dann der erste Gegner. Nachdem das erste Spiel in Overtime hatte gewonnen werden können, wurde die Serie in sechs Spielen gewonnen. Auch den Boston Bruins boten die Devils einen harten Kampf über sieben Spiele, bevor sie ausschieden. In dieser Serie kam es zu einer Auseinandersetzung zwischen Trainer Schoenfeld und Schiedsrichter Don Koharski. Auf dem Weg in die Kabine stolperte Koharski während eines Verbalgefechts. Er beschuldigte den Trainer ihn geschubst zu haben. Schoenfeld wurde gesperrt, erstritt über ein ordentliches Gericht die Aussetzung der Sperre. Daraufhin verweigerten die Schiedsrichter ihren Einsatz. Daher wurde ein Spiel mit unterklassigen Schiedsrichtern, die zufällig in der Halle waren, ausgetragen. Der erfolgreichste Spieler der Playoffs war Patrik Sundström.
Nach diesem Erfolg folgte zunächst ein Rückschritt. Die Qualifikation für die Endrunde wurde deutlich verpasst und der Umbau des Teams damit vorangetrieben. Pat Verbeek wurde im Tausch für Sylvain Turgeon an die Montréal Canadiens abgegeben. Zusätzlich nutzen die Devils die Öffnung des Eisernen Vorhangs und holten mit Wjatscheslaw Fetissow und Alexei Kassatonow zwei erfahrene Verteidiger aus der Sowjetunion. Im Laufe der Saison ging mit Aaron Broten der letzte Spieler, der in der ersten Saison der Devils im Kader stand. So umgebaut erreichte das Team den zweiten Platz in ihrer Division, doch schieden sie in der ersten Playoff-Runde gegen die Washington Capitals aus. Besonders die Verpflichtung von Claude Lemieux, für den Turgeon nach Montreal zurückkehrte, war Zeichen für eine defensivere Spielweise. Auch andere Transfers zeigten dies, so kam für Brendan Shanahan mit Scott Stevens von den St. Louis Blues der künftige Schlüsselspieler in der Verteidigung, für Kirk Muller kamen aus Montréal Tom Chorske und Stéphane Richer.
Die wichtigste Personalie war seinerzeit noch nicht so auffällig. Im NHL Entry Draft 1990 hatten die Devils in der ersten Runde einen talentierten Torhüter ausgewählt, der drei Jahre später den Durchbruch schaffen sollte, Martin Brodeur. Lamoriello hatte den Kader gut umgebaut. Die erfolgreich im Draft der 1980er Jahre geholten Spieler waren gegen Spieler getauscht worden, aus denen die Stützen des Teams wurden. Im Draft bewiesen die Scouts eine geschickte Auswahl, als Spieler wie Scott Niedermayer und Brian Rolston geholt wurden. Niedermayer konnte an der Seite von Stevens seine offensiven Qualitäten zeigen. Dazu kamen mit Bernie Nicholls und Bobby Carpenter noch Routiniers, die dem Team Stabilität gaben. Nachdem das Team viermal in Folge in der ersten Playoff-Runde gescheitert war, erreichten die Devils in der Saison 1993/94 erstmals über 100 Punkte in der regulären Saison und verloren in den Conference Finals gegen ihren Lokalrivalen, die New York Rangers. Im siebten Spiel beendete Stéphane Matteau im zweiten Abschnitt der Verlängerung mit seinem Tor die Hoffnung auf den Finaleinzug. Erstmals wurden Spieler der Devils auch bei der Vergabe der individuellen Trophäen am Saisonende berücksichtigt. Martin Brodeur erhielt als bester Rookie die Calder Memorial Trophy, Scott Stevens gewann den NHL Plus/Minus Award und Jacques Lemaire wurde als bester Trainer mit dem Jack Adams Award ausgezeichnet.

### Zwei Stanley-Cup-Siege (1995 bis 2000)

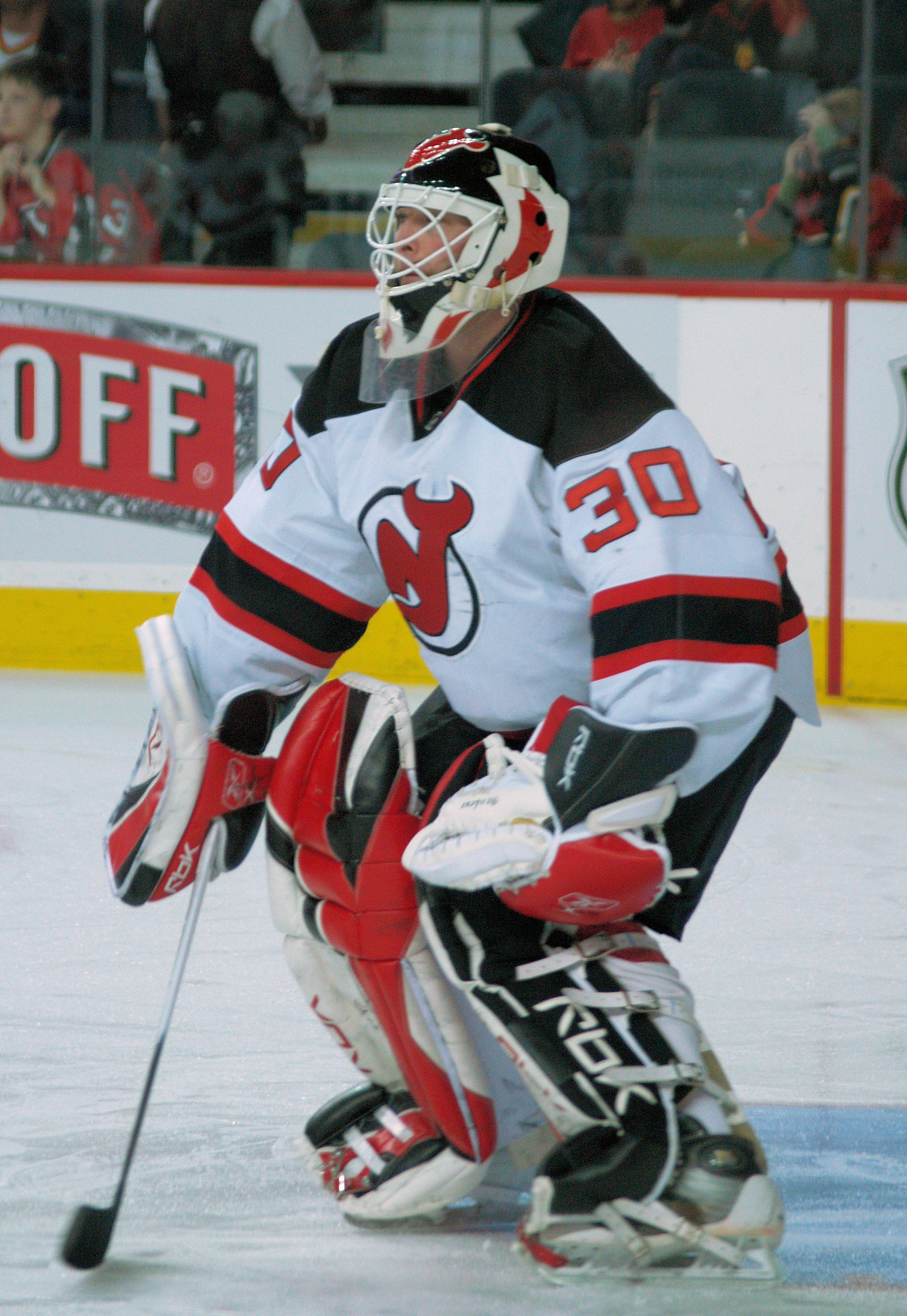
Martin Brodeur war bei allen drei Cup-Siegen der große Rückhalt der Devils

Bedingt durch einen Streik begann die Saison 1994/95 erst im Januar und wurde verkürzt mit nur 48 Spielen ausgetragen. Das Team, dem das unglückliche Aus in den letzten Playoffs noch anzumerken war, war weitgehend unverändert geblieben. Mit dem Routinier Bernie Nicholls konnten sich die Devils nicht auf eine weitere Zusammenarbeit einigen. Die dadurch entstandene Lücke schloss der Ende Februar verpflichtete Neal Broten, der von den Dallas Stars kam. Nach 30 Spielen hatten die Devils mehr Niederlagen als Siege zu verbuchen, mit einem starken Schlussspurt kämpften sich die Devils aber noch auf den fünften Platz der Eastern Conference und damit in die Playoffs. Hier standen sie in der ersten Runde den Boston Bruins gegenüber, die in den ersten beiden Heimspielen in Boston Martin Brodeur nicht überwinden konnten. Nach einer Niederlage im dritten Spiel war es erneut Brodeur, der mit seinem dritten Shutout die Serie fast im Alleingang gewann. Auch gegen die Pittsburgh Penguins, die in der zweiten Runde der Gegner waren, setzten sich die Devils durch. Nur im ersten Spiel in Pittsburgh konnten die Penguins triumphieren, bevor die Devils mit vier Siegen in Folge in das Conference-Finale einzogen. Hier waren die Philadelphia Flyers um Topscorer Eric Lindros der klare Favorit.
Nachdem die ersten fünf Spiele jeweils durch das Auswärtsteam gewonnen worden waren, durchbrachen die Devils diese Serie im sechsten Spiel und entschieden so die Serie zu ihren Gunsten. Im Finale waren es dann die stark favorisierten Detroit Red Wings der Gegner. Mit zwei Siegen kehrten die Devils aus Detroit zurück und bestätigten zuhause die starke Leistung. Nach zwei Siegen mit jeweils 5:2 gelang der Sweep, wie in Nordamerika ein glatter Sieg in einer Serie von Spielen ohne eigene Niederlage bezeichnet wird, und das Team gewann erstmals den Stanley Cup. Besonders zwei Spieler, die in der Regel vor allem durch ihren Körpereinsatz auffielen, hatten sich in den Playoffs gesteigert. Claude Lemieux und Randy McKay hatten in der regulären Saison zusammen elf Tore erzielt. In den Playoffs brachten es die beiden zusammen auf 21. Lemieux wurde auch als bester Spieler der Playoffs mit der Conn Smythe Trophy ausgezeichnet. Turbulent war die folgende Saison. Es gab Gerüchte über einen Umzug der Devils nach Nashville. Hierdurch genötigt, stimmte der Bundesstaat New Jersey einer Renovierung der in die Jahre gekommenen Halle zu.
Sportlich lief es nach einem guten Start nicht mehr so erfolgreich. Der Abgang von Claude Lemieux konnte nicht kompensiert werden und lange war der Einzug in die Playoffs in Gefahr. Positiv fiel vor allem der junge Petr Sýkora auf. Als am letzten Spieltag auch gegen die Ottawa Senators, das schwächste Team jener Saison, verloren wurde, hatte sich erstmals seit der Saison 1969/70 und somit 26 Jahren der amtierende Stanley-Cup-Gewinner nicht für die Playoffs qualifiziert. In den folgenden Jahren setzten sich die Devils wieder in der Ligaspitze fest. Dreimal in Folge konnte das Team den ersten Platz in der Eastern Conference erreichen. Neue Leistungsträger waren mit Dave Andreychuk und Doug Gilmour aus Toronto gekommen. Daneben tat sich mit Patrik Eliáš ein junger Spieler aus Tschechien hervor. Trotz der Erfolge in der regulären Saison, enttäusche das Team in den Playoffs. So verlängerten die Devils im Sommer 1998 den Vertrag mit Gilmour nicht und holten mit Jason Arnott einen jüngeren Leistungsträger.

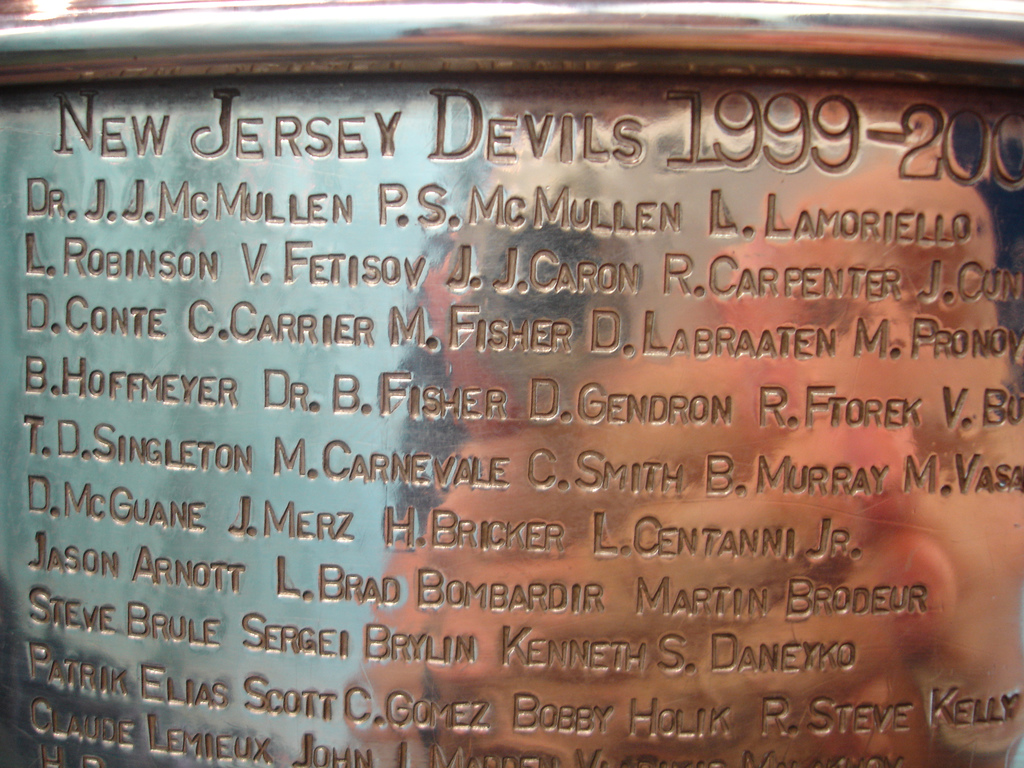
Die Namen der Stanley-Cup-Gewinner des Jahres 2000 eingraviert auf der Trophäe

Für die Saison 1999/2000 kam mit Scott Gomez ein weiterer Rookie in den Kader. Mit Eliáš und Sykora führten so drei junge Spieler, die von den Devils zwischen 1994 und 1998 gedraftet worden waren, die interne Scorerliste an. Um auch in den Playoffs wieder auf die Erfolgsspur zurückzukehren, wurde während der Saison mit Claude Lemieux einer der Leistungsträger des letzten Stanley-Cup-Siegs zurückgeholt. Hinter den Philadelphia Flyers landeten die Devils auf dem zweiten Platz in ihrer Division. In der ersten Playoff-Runde stellten die Florida Panthers kein Problem dar, bevor in der zweiten Runde Martin Brodeur gegen die Toronto Maple Leafs mit seinem zweiten Shutout im sechsten Spiel einer der maßgeblichen Spieler war, der die Serie zu Gunsten der Devils entschied. Dabei profitierte er von der hervorragend organisierten Defensivarbeit seiner Vorderleute, die im entscheidenden Spiel nur sechs Torschüsse zuließen. Ein Wert, der seit 1967 nicht mehr erreicht worden war.
Die Philadelphia Flyers waren dann der erwartet schwere Gegner in der Conference-Finalserie. Nach einem erfolgreichen Auftakt im ersten Spiel folgten drei Niederlagen und die Flyers hatten im fünften Spiel schon die Möglichkeit die Serie zuhause für sich zu entscheiden. Claude Lemieux brachte die Devils in diesem Spiel zurück in die Serie, die nach einem Heimsieg im sechsten Spiel zur Entscheidung nach Philadelphia zurückkehrte. Scott Stevens nahm im ersten Drittel mit einem harten Check Eric Lindros, den Spielmacher der Flyers, aus der Partie. Knapp drei Minuten vor Spielende markierte Patrik Eliáš den Siegtreffer, der die Devils nach fünf Jahren erneut in die Finalserie brachte. Dort traf das Team auf den amtierenden Stanley-Cup-Sieger, die Dallas Stars. Nach einem furiosen 7:3-Sieg im ersten Spiel folgte eine Niederlage im zweiten. Mit zwei Siegen in Dallas kehrten die Devils mit der Chance zur Entscheidung zurück in die Meadowlands. Das torlose Spiel wurde zur Geduldsprobe und erst im dritten Abschnitt der Verlängerung rettete Mike Modano nach 107 Minuten die Stars in die sechste Partie. Auch das sechste Spiel ging in die Overtime, doch dieses Mal war es Jason Arnott, der das entscheidende Tor zum zweiten Stanley-Cup-Gewinn der Devils erzielte.

### Der letzte Titelgewinn und Folgezeit (seit 2000)

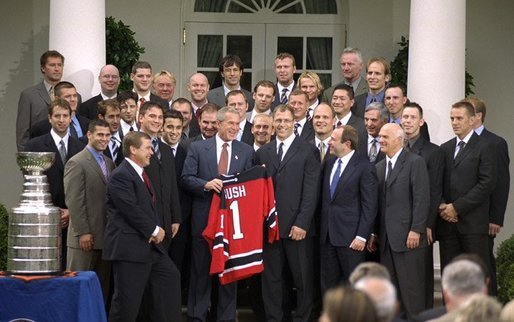
Das Siegerteam des Jahres 2003 zu Gast bei US-Präsident George W. Bush im Weißen Haus

Als die Devils im Jahr nach dem zweiten Titelgewinn automatisch als einer der Favoriten in die Saison 2000/01 gingen, konnten sie den Ansprüchen eines Titelverteidigers gerecht werden. Die reguläre Spielzeit wurde mit dem ersten Platz in der Eastern Conference abgeschlossen. In der ersten Runde der anschließenden Playoffs traf das Team auf die Carolina Hurricanes, die mit 4:2-Spielen besiegt wurden. Die Devils gewannen bereits die ersten drei Partien und hatten die Serie damit schon fast für sich entschieden. Anschließend gewannen die Hurricanes die Spiele 4 und 5 und hatten in der sechsten Partie die Chance die Serie auszugleichen. Dies gelang ihnen jedoch nicht, da New Jersey das sechste Spiel in eigener Halle gewann. Anschließend wurden auch die Toronto Maple Leafs in einer engen zweiten Playoff-Runde mit 4:3-Spielen, sowie die Pittsburgh Penguins in der Conference-Finalserie besiegt. Somit zogen die New Jersey Devils zum zweiten Mal hintereinander in das Finale um den Stanley Cup ein. Dort verloren die Devils gegen die Colorado Avalanche, die mit dem Kanadier Joe Sakic den besten Scorer der Playoffs ihn ihrer Mannschaft hatten. Bei den Devils zeigten der Tscheche Patrik Eliáš, sowie sein Landsmann Petr Sýkora gute Leistungen und gehörten ebenfalls zu den fünf besten Scorern der Endrunde.
Während der Klub in der Spielzeit 2001/02 bereits in der ersten Playoff-Runde scheiterte, konnte er im Jahr 2003 den dritten Stanley-Cup-Sieg seiner Vereinsgeschichte feiern. Nach einem zweiten Platz in der Eastern Conference nach der regulären Saison, trafen die Devils im Conference-Viertelfinale auf den Siebtplatzierten, die Boston Bruins. Diese wurden deutlich in fünf Spielen besiegt. Es folgten weitere Siege gegen die Tampa Bay Lightning und in der Conference-Finalserie gegen die Ottawa Senators. Damit zogen die Devils nach einer einjährigen Pause, erneut in die Finalserie um den Stanley Cup ein. Das Finale bestimmte vor allem das Duell der beiden Torhüter Martin Brodeur und Jean-Sébastien Giguère, die zu den besten der Liga zählten. Am Ende gewannen die New Jersey Devils das entscheidende siebte Spiel der Serie in der eigenen Halle mit 3:0. Damit hatten die Devils den Stanley Cup zum insgesamt dritten Mal in acht Jahren gewonnen. Jeff Friesen gehörte zu den besten Spielern der Finalserie. Er erzielte fünf seiner zehn Playoff-Tore in den Finalspielen und entschied somit unter anderem auch die siebte Partie mit zwei der drei Tore für sein Team. Der erfolgreichste Scorer der Playoffs war der US-Amerikaner Jamie Langenbrunner, der in 24 Partien 18 Mal punkten konnte.

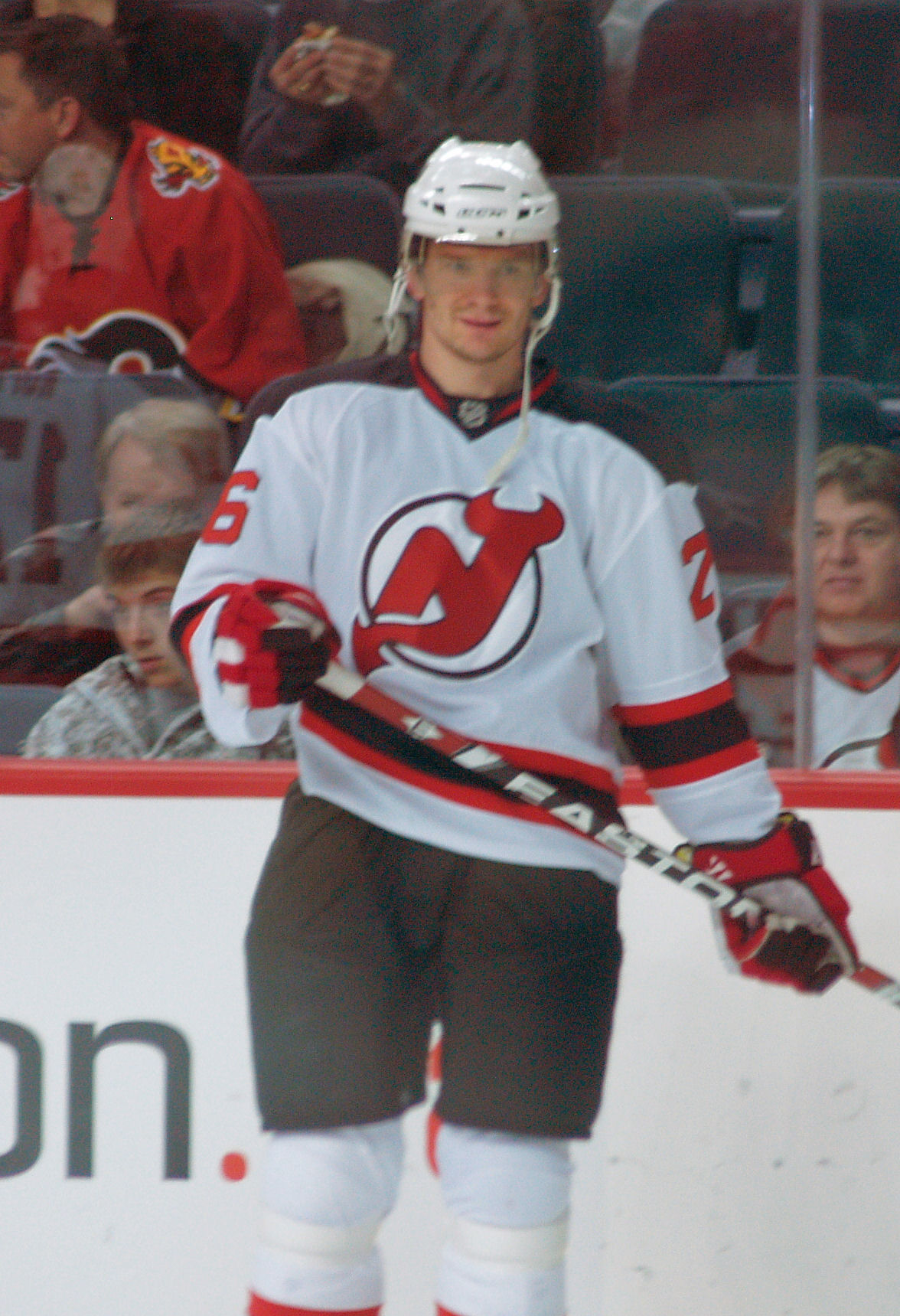
Patrik Eliáš war in der Saison 2006/07 der erste in Europa geborene Mannschaftskapitän des Franchises

Nach dem Spielerstreik in der Saison 2004/05, woraufhin die komplette Spielzeit ausfiel und die Spieler überwiegend nach Europa wechselten, um dort weiterhin Eishockey zu spielen, zogen die Devils im Spieljahr 2005/06 wieder in die Playoffs ein. Nach einem ersten Platz in der Atlantic Division und dem dritten Platz in der Eastern Conference, trafen die Devils in der ersten Runde der Playoffs auf den Lokalrivalen New York Rangers. Die Serie gewann der Klub glatt mit 4:0 und zog somit in die zweite Runde ein. Gegen den späteren Stanley-Cup-Sieger, die Carolina Hurricanes, verloren die Devils mit 1:4-Niederlagen und schieden damit im Conference-Halbfinale aus.
Während die Mannschaft im folgenden Jahr erneut im Conference-Halbfinale ausschied und gegen die Ottawa Senators verlor, kam es in der Saison 2007/08 in der ersten Runde der Playoffs erneut zum Duell mit den New York Rangers. Nach dem Sieg im Jahr 2006, konnten die Devils diese Serie nicht gewinnen und schieden somit erstmals seit 2004 in der ersten Playoff-Runde aus. Die Rangers, die in der zweiten Runde am späteren Finalisten, den Pittsburgh Penguins, scheiterten, gewannen bereits die ersten beiden Spiele der Serie und setzten die Devils damit unter Druck. Diese entschieden das dritte Spiel in der eigenen Halle mit 4:3 für sich und gestalteten die Serie damit nochmals offen. Letztlich konnten die Devils keine weitere Partie gewinnen und verloren die Playoff-Serie mit 1:4-Niederlagen. Mit Martin Brodeur hatten die New Jersey Devils einen der besten Torhüter der Saison in ihren Reihen. Dieser kassierte in 77 Hauptrunden-Spielen durchschnittlich 2,17 Tore pro Partie.
Die Saison 2008/09 verlief ähnlich wie das vorherige Jahr. Trotz namhafter Neuzugänge vor der regulären Spielzeit, wie zum Beispiel Brian Rolston, der aus Minnesota nach New Jersey transferiert wurde, erreichte der Klub erneut nur die erste Playoff-Runde und schied dort gegen die Carolina Hurricanes aus. In einer engen Serie besiegten die in Hauptrunde schlechter platzierten Hurricanes die Devils mit 4:3-Siegen. Im Juli 2009 verloren die Devils mit John Madden und Brian Gionta zwei langjährige Teamstützen, die beide als Free Agents das Team verließen. Jacques Lemaire ersetzte Brent Sutter als Cheftrainer, der aus persönlichen Gründen seinen Rücktritt erklärt hatte. Im Februar 2010 verpflichteten die Devils Ilja Kowaltschuk von den Atlanta Thrashers. Die Saison 2009/10 beendeten die Devils auf dem ersten Platz in der Atlantic Division und waren das zweitbeste Team der Eastern Conference. In der ersten Playoffrunde verloren sie in fünf Spielen gegen die Philadelphia Flyers. Lemaire erklärte nach dem Scheitern in den Playoffs seinen Rücktritt als Cheftrainer. Sein Nachfolger wurde John MacLean, der zuvor als Assistenztrainer in Newark gearbeitet hatte und war in der Saison 2009/10 auch Cheftrainer der Lowell Devils gewesen war. Der Staff wurde komplettiert durch die ehemaligen NHL-Spieler Larry Robinson und Adam Oates, beide bekamen den Job als Assistenztrainer. Im Juli 2010 sorgte die angebotene Vertragsverlängerung um Ilya Kowaltschuk für Aufruhr, weil die NHL sich zuerst weigerte, diesen stattzugeben. Die Devils hatten erst einen Vertrag für 17 Jahre angeboten, ein Schlichter entschied zugunsten der NHL den Vertrag als ungültig und der Russe war zeitweise wieder ein Free Agent. Anfang September 2010 einigte man sich schlussendlich auf einen Vertrag für 15 Jahre und ein Gehalt von 100 Millionen Dollar für diese Dauer.
Die Devils starteten schwach in die Saison und wichtige Leistungsträger wie Martin Brodeur und Zach Parise mussten wegen Verletzungen mehrere Monate aussetzen. Kurz vor Weihnachten 2010 wurde Cheftrainer John MacLean entlassen, nachdem das Team unter seiner Führung bis auf den letzten Platz in der NHL abgerutscht war und die Qualifikation für die Playoffs bereits verpasst schien. Erneut wurde Jacques Lemaire als Cheftrainer eingesetzt und die Formkurve der Mannschaft zeigte nach oben. Im Januar 2011 wurde Kapitän Jamie Langenbrunner an die Dallas Stars abgegeben. Während Martin Brodeur weiterhin verletzungsbedingt ausfiel, vertrat ihn Johan Hedberg und die Defensive der Devils, die während dieser Saison zuvor der Schwachpunkt gewesen war, wurde dank der starken Leistungen Hedbergs ein entscheidender Faktor beim Comeback der Devils. Sie gewannen im Februar 2011 elf von 13 Spielen und verkürzten den Rückstand auf die Playoffränge auf elf Punkte. Brodeur kehrte wieder ins Tor zurück und Kowaltschuk war ein entscheidender Faktor im Offensivspieler der Devils und erzielte vier Mal das Siegtor. In der Endphase der regulären Saison war das Team nicht imstande weiterhin für positive Resultate zu sorgen und wurde durch eine Schwächephase gebremst. Als Ergebnis wurde erstmals seit 1996 die Playoffs verpasst. Die Devils waren das Team mit den wenigsten Saisontoren und nur Kowaltschuk und Eliáš schossen mehr als 20 Tore. Cheftrainer Jacques Lemaire zog mit einem Schlussstrich unter seiner Karriere die Konsequenzen. Am 19. Juli 2011 stellten die Devils Peter DeBoer als dessen Nachfolger vor, der das Team 2012 ins Finale um den Stanley Cup führte und bis Dezember 2014 im Amt blieb.
Nach der Saison 2014/15 trat General Manager Lou Lamoriello nach 28 Jahren im Amt zurück und installierte Ray Shero als seinen Nachfolger.

## Spielstätten

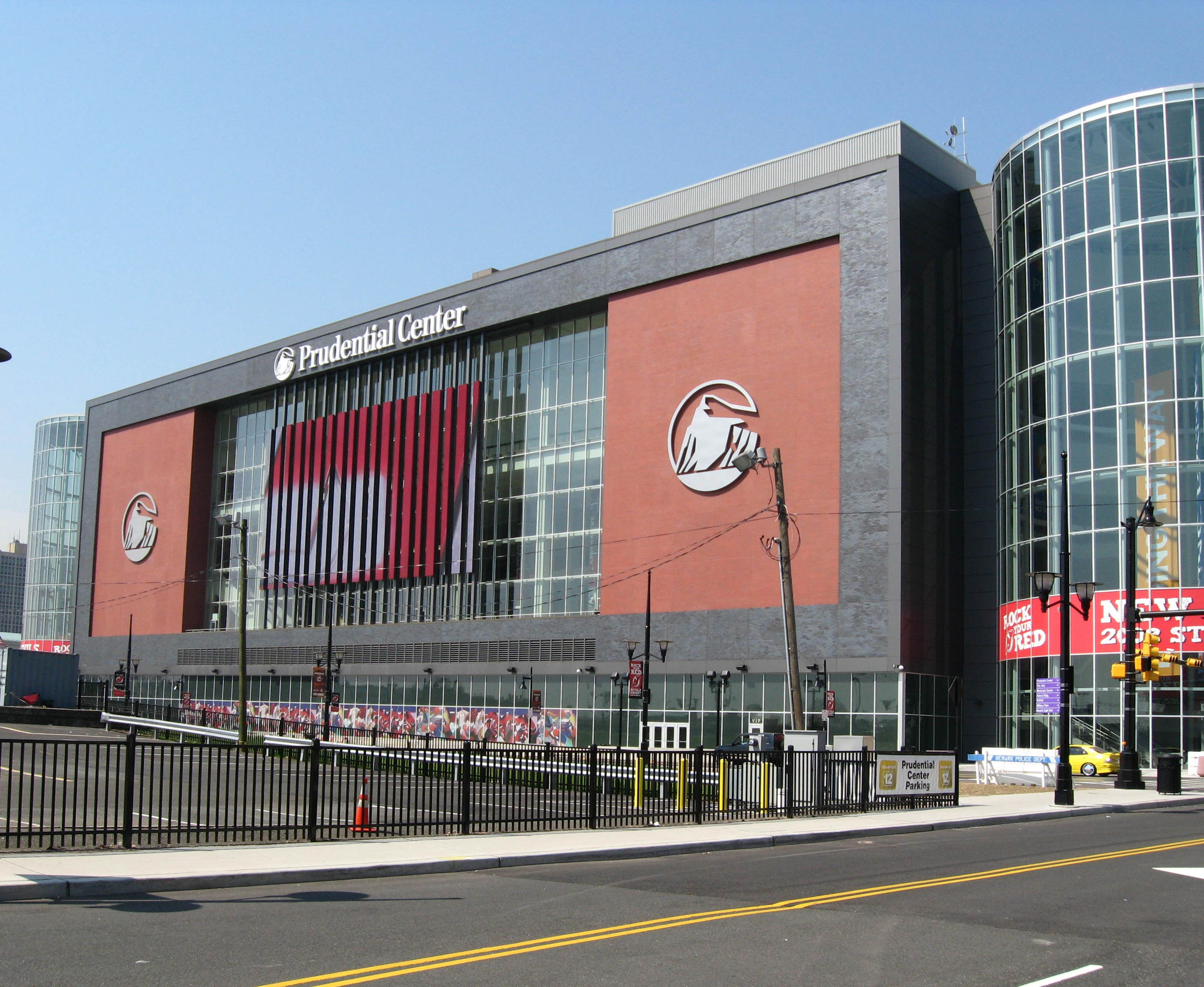
Der Prudential Center, die aktuelle Spielstätte

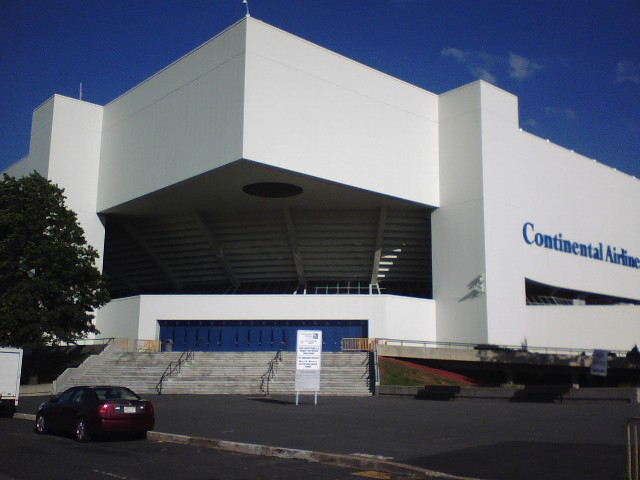
Die Continental Airlines Arena, von 1982 bis 2007 Heimat der Devils

Die Devils tragen ihre Heimspiele seit Oktober 2007 im Prudential Center, einer 17.615 Zuschauer fassenden Multifunktionsarena, aus. Die Namensrechte an der Arena hält die Prudential Financial seit Eröffnung der Halle, diese gelten noch bis 2027. Das Unternehmen zahlt für die gesamte Dauer von 20 Jahren 105,3 Millionen US-Dollar.
Von 1982 bis 2007 spielte der Klub in der 1981 eröffneten Brendan Byrne Arena, die bei Eishockeyveranstaltungen eine Kapazität von 19.040 Plätzen hat. 1996 wurde die Halle in Continental Airlines Arena umbenannt. Nach dem Auszug der Devils stieg der Sponsor Continental Airlines aus seinem Vertrag aus. Aktuell heißt die Halle Izod Center.

## Farmteams
| Zeitraum  | Mannschaft            | Liga |
| 1982–1984 | Muskegon Mohawks      | IHL  |
| 1983–1987 | Maine Mariners        | AHL  |
| 1984–1986 | Fort Wayne Komets     | IHL  |
| 1986–1987 | Indianapolis Checkers | IHL  |
| 1987–1993 | Utica Devils          | AHL  |
| 1988–1989 | Flint Spirits         | IHL  |
| 1993–2006 | Albany River Rats     | AHL  |
| 1994–1995 | Flint Generals        | IHL  |
| 1994–1998 | Raleigh IceCaps       | ECHL |

| Zeitraum  | Mannschaft         | Liga |
| 1998–2000 | Augusta Lynx       | ECHL |
| 2006–2010 | Lowell Devils      | AHL  |
| 2007–2011 | Trenton Devils     | ECHL |
| 2010–2017 | Albany Devils      | AHL  |
| 2011–2013 | Kalamazoo Wings    | ECHL |
| 2017–2021 | Binghamton Devils  | AHL  |
| seit 2017 | Adirondack Thunder | ECHL |
| seit 2021 | Utica Comets       | AHL  |

Zu den Devils, wie zu allen anderen NHL-Teams, gehören auch Mannschaften in niederklassigeren Ligen, sogenannte Farmteams. Im Falle der Devils sind dies seit 2021 die Utica Comets in der American Hockey League.
Die Farmteams werden in der NHL oft dazu benutzt, die Nachwuchsspieler und Rookies auf die NHL-Spiele vorzubereiten. Besonders zu erwähnen ist die Zusammenarbeit mit den Albany River Rats, die von 1993 und 2006 andauerte. In diesen 13 Jahren war das Team aus Albany der Talentstützpunkt der Devils. Den Nachwuchs beziehen die Devils dabei, wie die anderen Vereine, vor allem über den NHL Entry Draft, über den alljährlich die vielversprechendsten Nachwuchsspieler in die Liga gelangen.

## Erfolge und Ehrungen

### Sportliche Erfolge
| Stanley Cups             |                                                                                 |
| Saison                   |                                                                                 |
| 1995, 2000, 2003         |                                                                                 |
| Conference Championships | Saison                                                                          |
| Prince of Wales Trophy   | 1994/95, 1999/2000, 2000/01, 2002/03, 2011/12                                   |
| Division Championships   | Saison                                                                          |
| Atlantic Division        | 1996/97, 1997/98, 1998/99, 2000/01, 2002/03, 2005/06, 2006/07, 2008/09, 2009/10 |

Den ersten großen Erfolg feierten die New Jersey Devils in der Saison 1994/95. Nachdem sich das Team als fünftbestes der Eastern Conference für die Playoffs qualifiziert hatte, setzte es sich innerhalb der Conference durch und gewann dafür die Prince of Wales Trophy. Im Finale traf es auf die favorisierten Detroit Red Wings, gegen die es sich überraschend klar mit 4:0 durchsetzte und den ersten Stanley Cup der Klub-Geschichte gewinnen konnte.

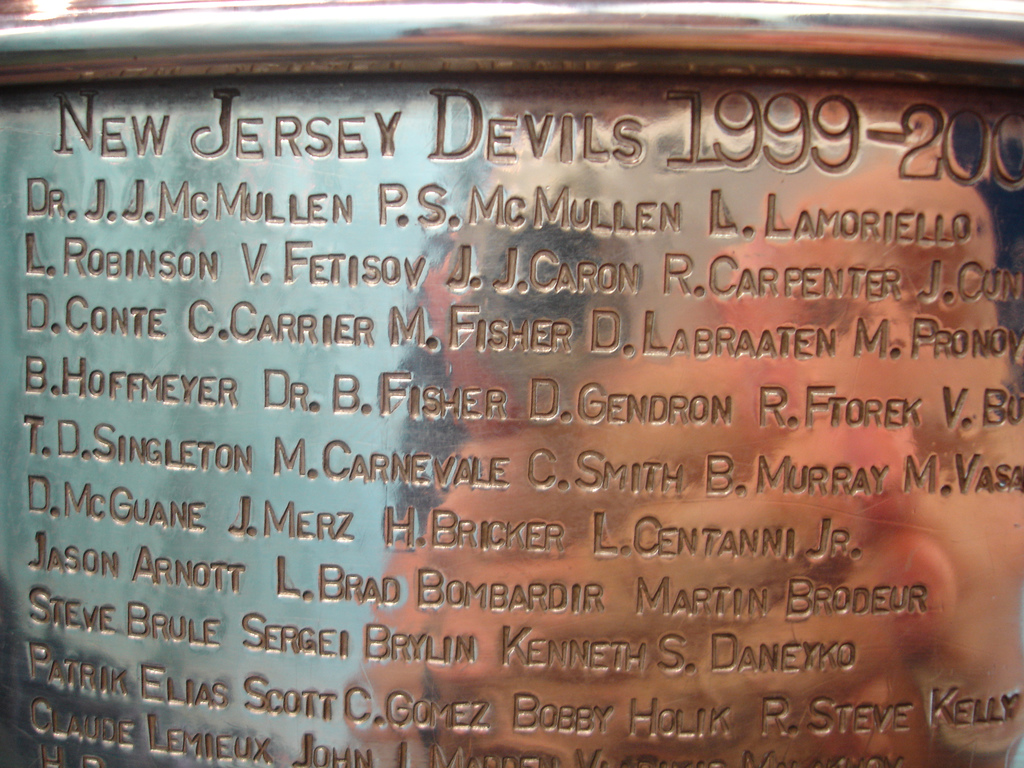
Die eingravierten Namen der Meistermannschaft von 2000 auf dem Stanley Cup

In den folgenden Jahren waren die Devils stets bestes Team der Atlantic Division und erreichten in der Saison 1999/2000 erneut die Finalspiele um den Stanley Cup. Dort waren der Titelverteidiger, die Dallas Stars, ihr Gegner. Im fünften Spiel ging es in die dritte Overtime, bis Dallas die Entscheidung noch einmal aufschieben konnte. Im sechsten Spiel – erneut in Overtime – holten die Devils ihren zweiten Stanley Cup. Ein Jahr später drang New Jersey als bestes Team der Eastern Conference zum wiederholten Male in die Finalserie vor, wo sie gegen die Colorado Avalanche in sieben Spielen unterlagen.

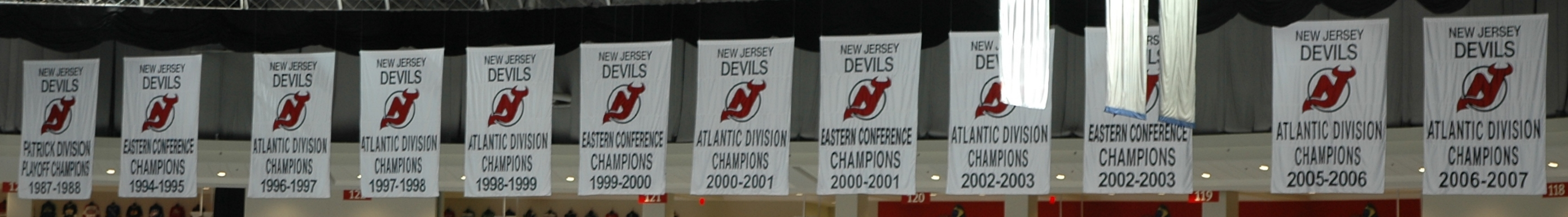
Gegenüber den Stanley-Cup-Bannern hängen im Prudential Center diverse Banner für Division- und Conference-Titel

Im vierten Anlauf waren die Devils wieder erfolgreich. Als klarer Favorit trafen sie in den Finalserie der Spielzeit 2002/03 auf die Mighty Ducks of Anaheim. Nachdem sie die ersten beiden Spiele mit jeweils 3:0 gewonnen hatten, kehrten die Ducks in die Serie zurück und zwangen New Jersey ins entscheidende siebte Spiele, das die Devils  mit 3:0 gewannen und sich so den insgesamt dritten Titel seit 1995 sicherten.
Zudem gewannen die Devils neun Divisiontitel in der Atlantic Division.

### NHL Awards
| Auszeichnung                   | Name                                      | Saison                                      |
| Bill Masterton Memorial Trophy | Ken Daneyko Brian Boyle                   | 1999/00 2017/18                             |
| Calder Memorial Trophy         | Martin Brodeur Scott Gomez                | 1993/94 1999/00                             |
| Conn Smythe Trophy             | Claude Lemieux Scott Stevens              | 1994/95 1999/00                             |
| Frank J. Selke Trophy          | John Madden                               | 2000/01                                     |
| Hart Memorial Trophy           | Taylor Hall                               | 2017/18                                     |
| Jack Adams Award               | Jacques Lemaire                           | 1993/94                                     |
| James Norris Memorial Trophy   | Scott Niedermayer                         | 2003/04                                     |
| King Clancy Memorial Trophy    | P. K. Subban                              | 2021/22                                     |
| NHL Plus/Minus Award           | Scott Stevens Patrik Eliáš                | 1993/94 2000/01**                           |
| Vezina Trophy                  | Martin Brodeur                            | 2002/03, 2003/04, 2006/07, 2007/08          |
| William M. Jennings Trophy     | Martin Brodeur Mike Dunham Martin Brodeur | 1996/97 1997/98, 2002/03*, 2003/04, 2009/10 |

* gemeinsam mit Roman Čechmánek und Robert Esche

** gemeinsam mit Joe Sakic
Seit der Gründung des Franchises gelang es 21 Mal einem Spieler oder Trainer der New Jersey Devils einen der individuellen NHL Awards zu gewinnen.

### NHL All-Star Team-Nominierungen
| Auszeichnung         | Name | Saison                                                                                                  |
| First All-Star Team  | Scott Stevens Martin Brodeur Scott Niedermayer Ilja Kowaltschuk Taylor Hall | 1993/94 2002/03, 2003/04, 2006/07 2003/04 2011/12 2017/18                                               |
| Second All-Star Team | Scott Stevens Martin Brodeur Scott Niedermayer Zach Parise | 1991/92, 1996/97, 2000/01 1996/97, 1997/98, 2005/06, 2007/08 1997/98 2008/09                            |
| All-Rookie Team      | Eric Weinrich Kevin Todd Scott Niedermayer Martin Brodeur Petr Sýkora Patrik Eliáš Brian Rafalski Scott Gomez Colin White Niclas Bergfors* Adam Henrique Will Butcher Ty Smith Luke Hughes | 1990/91 1991/92 1992/93 1993/94 1995/96 1997/98 1999/00 2000/01 2009/10 2011/12 2017/18 2020/21 2023/24 |

* spielte während der Saison 2009/10 auch bei den Atlanta Thrashers

### NHL All-Star Game-Nominierungen
Abkürzungen: GP = Spiele, G = Tore, A = Vorlagen,
Pts = Punkte
| Name              | von – bis | GP | G | A | Pts |
| Scott Stevens     | 1992–2003 | 10 | 2 | 7 | 9   |
| Martin Brodeur    | 1996–2007 | 9  | – | – | –   |
| Patrik Eliáš      | 2000–2011 | 4  | 1 | 6 | 7   |
| Kirk Muller       | 1985–1993 | 4  | 2 | 2 | 4   |
| Scott Niedermayer | 1998–2004 | 3  | 1 | 1 | 2   |
| Brian Rafalski    | 2004–2007 | 2  | 0 | 2 | 2   |
| John MacLean      | 1989–1991 | 2  | 1 | 0 | 1   |
| Bobby Holík       | 1998–1999 | 2  | 0 | 1 | 1   |

Mit zehn Teilnahmen für die Devils ist Scott Stevens der Spieler, der auf die meisten Teilnahmen in der Geschichte des Teams zurückblicken kann. Mit neun Punkten ist er auch der erfolgreichste Spieler. Martin Brodeur verpasste es 2008 verletzungsbedingt mit Stevens gleichzuziehen. Kirk Muller ist mit zwei Treffern gemeinsam mit Stevens der erfolgreichste Torschütze.
Beim All-Star Game 1983 war Hector Marini der erste Spieler, der für New Jersey teilnahm. Ihm gelang bei diesem Spiel eine Vorlage. Ein Jahr später beim All-Star Game 1984 gelang Joe Cirella der erste Treffer bei einem All-Star-Game.
Beim All-Star Game 1998 war mit Jacques Lemaire erstmals ein Trainer der Devils Cheftrainer der All-Star-Auswahl. Zudem waren Robbie Ftorek (1999) und Larry Robinson (2001) als Assistenztrainer nominiert.
Mit Zach Parise (2007) war einmal ein Spieler der Devils wertvollster Spieler des YoungStars Game.
Schon kurz nach dem Umzug von Denver nach New Jersey, waren die Devils beim 36. National Hockey League All-Star Game im Jahr 1984 Gastgeber des All-Star-Games. In der Brendan Byrne Arena besuchten 18.939 Zuschauer das Event.
An Stelle des All-Star-Games fand 1987 das Rendez-vous ’87 statt, bei dem das Team der NHL gegen die sowjetische Nationalmannschaft spielte. Mit Kirk Muller wurde ein Spieler der Devils berücksichtigt. Er kam in beiden Partien zum Einsatz.

### Saisonstatistik
Abkürzungen: GP = Spiele, W = Siege, L = Niederlagen, T = Unentschieden, OTL = Niederlagen nach Overtime bzw. Shootout, Pts = Punkte, GF = Erzielte Tore, GA = Gegentore
| Saison   | GP   | W    | L    | T   | OTL | Pts  | GF   | GA   | Platz            | Playoffs |
| 1982/83  | 80   | 17   | 49   | 14  | —   | 48   | 230  | 338  | 5., Patrick      | nicht qualifiziert |
| 1983/84  | 80   | 17   | 56   | 7   | —   | 41   | 231  | 350  | 5., Patrick      | nicht qualifiziert |
| 1984/85  | 80   | 22   | 48   | 10  | —   | 54   | 264  | 346  | 5., Patrick      | nicht qualifiziert |
| 1985/86  | 80   | 28   | 49   | 3   | —   | 59   | 300  | 374  | 6., Patrick      | nicht qualifiziert |
| 1986/87  | 80   | 29   | 45   | 6   | —   | 64   | 293  | 368  | 6., Patrick      | nicht qualifiziert |
| 1987/88  | 80   | 38   | 36   | 6   | —   | 82   | 295  | 296  | 4., Patrick      | Sieg im Division-Halbfinale, 4:2 (NY Islanders) Sieg im Division-Finale, 4:3 (Washington) Niederlage im Conference-Finale, 3:4 (Boston)                                                           |
| 1988/89  | 80   | 27   | 41   | 12  | —   | 66   | 281  | 325  | 5., Patrick      | nicht qualifiziert |
| 1989/90  | 80   | 37   | 34   | 9   | —   | 83   | 295  | 288  | 2., Patrick      | Niederlage im Division-Halbfinale, 2:4 (Washington) |
| 1990/91  | 80   | 32   | 33   | 15  | —   | 79   | 272  | 264  | 4., Patrick      | Niederlage im Division-Halbfinale, 3:4 (Pittsburgh) |
| 1991/92  | 80   | 38   | 31   | 11  | —   | 87   | 289  | 259  | 4., Patrick      | Niederlage im Division-Halbfinale, 3:4 (NY Rangers) |
| 1992/93  | 84   | 40   | 37   | 7   | —   | 87   | 308  | 299  | 4., Patrick      | Niederlage im Division-Halbfinale, 1:4 (Pittsburgh) |
| 1993/94  | 84   | 47   | 25   | 12  | —   | 106  | 306  | 220  | 2., Atlantic     | Sieg im Conference-Viertelfinale, 4:3 (Buffalo) Sieg im Conference-Halbfinale, 4:2 (Boston) Niederlage im Conference-Finale, 3:4 (NY Rangers)                                                     |
| 1994/951 | 48   | 22   | 18   | 8   | —   | 52   | 136  | 121  | 2., Atlantic     | Sieg im Conference-Viertelfinale, 4:1 (Boston) Sieg im Conference-Halbfinale, 4:1 (Pittsburgh) Sieg im Conference-Finale, 4:2 (Philadelphia) Sieg im Stanley-Cup-Finale, 4:0 (Detroit)            |
| 1995/96  | 82   | 37   | 33   | 12  | —   | 86   | 215  | 202  | 6., Atlantic     | nicht qualifiziert |
| 1996/97  | 82   | 45   | 23   | 14  | —   | 104  | 231  | 182  | 1., Atlantic     | Sieg im Conference-Viertelfinale, 4:1 (Montréal) Niederlage im Conference-Halbfinale, 1:4 (NY Rangers)                                                                                            |
| 1997/98  | 82   | 48   | 23   | 11  | —   | 107  | 225  | 166  | 1., Atlantic     | Niederlage im Conference-Viertelfinale, 2:4 (Ottawa) |
| 1998/99  | 82   | 47   | 24   | 11  | —   | 105  | 248  | 196  | 1., Atlantic     | Niederlage im Conference-Viertelfinale, 3:4 (Pittsburgh) |
| 1999/00  | 82   | 45   | 24   | 8   | 5   | 103  | 251  | 203  | 2., Atlantic     | Sieg im Conference-Viertelfinale, 4:0 (Florida) Sieg im Conference-Halbfinale, 4:2 (Toronto) Sieg im Conference-Finale, 4:3 (Philadelphia) Sieg im Stanley-Cup-Finale, 4:2 (Dallas)               |
| 2000/01  | 82   | 48   | 19   | 12  | 3   | 111  | 295  | 195  | 1., Atlantic     | Sieg im Conference-Viertelfinale, 4:2 (Carolina) Sieg im Conference-Halbfinale, 4:3 (Toronto) Sieg im Conference-Finale, 4:1 (Pittsburgh) Niederlage im Stanley-Cup-Finale, 3:4 (Colorado)        |
| 2001/02  | 82   | 41   | 28   | 9   | 4   | 95   | 205  | 187  | 3., Atlantic     | Niederlage im Conference-Viertelfinale, 2:4 (Carolina) |
| 2002/03  | 82   | 46   | 20   | 10  | 6   | 108  | 216  | 166  | 1., Atlantic     | Sieg im Conference-Viertelfinale, 4:1 (Boston) Sieg im Conference-Halbfinale, 4:1 (Tampa Bay) Sieg im Conference-Finale, 4:3 (Ottawa) Sieg im Stanley-Cup-Finale, 4:3 (Anaheim)                   |
| 2003/04  | 82   | 43   | 25   | 12  | 2   | 100  | 213  | 164  | 2., Atlantic     | Niederlage im Conference-Viertelfinale, 1:4 (Philadelphia) |
| 2004/052 | —    | —    | —    | —   | —   | —    | —    | —    | —                | — |
| 2005/06  | 82   | 46   | 27   | —   | 9   | 101  | 233  | 225  | 1., Atlantic     | Sieg im Conference-Viertelfinale, 4:0 (NY Rangers) Niederlage im Conference-Halbfinale, 1:4 (Carolina)                                                                                            |
| 2006/07  | 82   | 49   | 24   | —   | 9   | 107  | 206  | 193  | 1., Atlantic     | Sieg im Conference-Viertelfinale, 4:2 (Tampa Bay) Niederlage im Conference-Halbfinale, 1:4 (Ottawa)                                                                                               |
| 2007/08  | 82   | 46   | 29   | —   | 7   | 99   | 198  | 193  | 2., Atlantic     | Niederlage im Conference-Viertelfinale, 1:4 (NY Rangers) |
| 2008/09  | 82   | 51   | 27   | —   | 5   | 106  | 238  | 207  | 1., Atlantic     | Niederlage im Conference-Viertelfinale, 3:4 (Carolina) |
| 2009/10  | 82   | 48   | 27   | —   | 7   | 103  | 222  | 191  | 1., Atlantic     | Niederlage im Conference-Viertelfinale, 1:4 (Philadelphia) |
| 2010/11  | 82   | 38   | 39   | —   | 5   | 81   | 174  | 209  | 4., Atlantic     | nicht qualifiziert |
| 2011/12  | 82   | 48   | 28   | —   | 6   | 102  | 228  | 209  | 4., Atlantic     | Sieg im Conference-Viertelfinale, 4:3 (Florida) Sieg im Conference-Halbfinale, 4:1 (Philadelphia) Sieg im Conference-Finale, 4:2 (NY Rangers) Niederlage im Stanley-Cup-Finale, 2:4 (Los Angeles) |
| 2012/133 | 48   | 19   | 19   | —   | 10  | 48   | 112  | 129  | 5., Atlantic     | nicht qualifiziert |
| 2013/14  | 82   | 35   | 29   | —   | 18  | 86   | 194  | 206  | 6., Metropolitan | nicht qualifiziert |
| 2014/15  | 82   | 32   | 36   | —   | 14  | 78   | 181  | 216  | 7., Metropolitan | nicht qualifiziert |
| 2015/16  | 82   | 38   | 36   | —   | 8   | 84   | 184  | 208  | 7., Metropolitan | nicht qualifiziert |
| 2016/17  | 82   | 28   | 40   | —   | 14  | 70   | 180  | 241  | 8., Metropolitan | nicht qualifiziert |
| 2017/18  | 82   | 44   | 29   | —   | 9   | 97   | 243  | 240  | 5., Metropolitan | Niederlage im Conference-Viertelfinale, 1:4 (Tampa Bay) |
| 2018/19  | 82   | 31   | 41   | —   | 10  | 72   | 219  | 271  | 8., Metropolitan | nicht qualifiziert |
| 2019/204 | 69   | 28   | 29   | —   | 12  | 68   | 185  | 224  | 8., Metropolitan | nicht qualifiziert |
| 2020/214 | 56   | 19   | 30   | —   | 7   | 45   | 145  | 189  | 7., East         | nicht qualifiziert |
| 2021/22  | 82   | 27   | 46   | —   | 9   | 63   | 245  | 302  | 7., Metropolitan | nicht qualifiziert |
| 2022/23  | 82   | 52   | 22   | —   | 8   | 112  | 289  | 222  | 2., Metropolitan | Sieg im Conference-Viertelfinale, 4:3 (NY Rangers) Niederlage im Conference-Halbfinale, 1:4 (Carolina)                                                                                            |
| 2023/24  | 82   | 38   | 39   | —   | 5   | 81   | 264  | 281  | 7., Metropolitan | nicht qualifiziert |
| 2024/25  | 82   | 42   | 33   | —   | 7   | 91   | 240  | 220  | 3., Metropolitan | Niederlage im Conference-Viertelfinale, 1:4 (Carolina) |
| Gesamt   | 3321 | 1553 | 1351 | 219 | 200 | 3589 | 9779 | 9885 |                  | 24 Playoff-Teilnahmen 3 Stanley-Cup-Siege 47 Serien: 26 Siege, 21 Niederlagen 274 Spiele: 143 Siege, 131 Niederlagen                                                                              |

1 Saison wegen des NHL-Lockout 1994/95 verkürzt
2 Saison wegen des NHL-Lockout 2004/05 ausgefallen
3 Saison wegen des NHL-Lockout 2012/13 verkürzt
4 Saison wegen der COVID-19-Pandemie verkürzt

### Franchiserekorde
Im Folgenden werden ausgewählte Spielerrekorde des Franchise sowohl über die gesamte Karriere als auch über einzelne Spielzeiten aufgeführt.

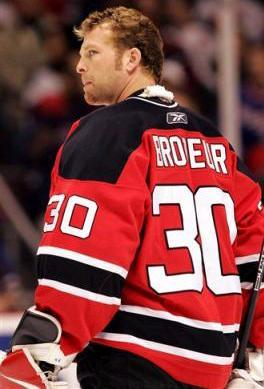
Martin Brodeur hält diverse Franchise-Rekorde

#### Karriere

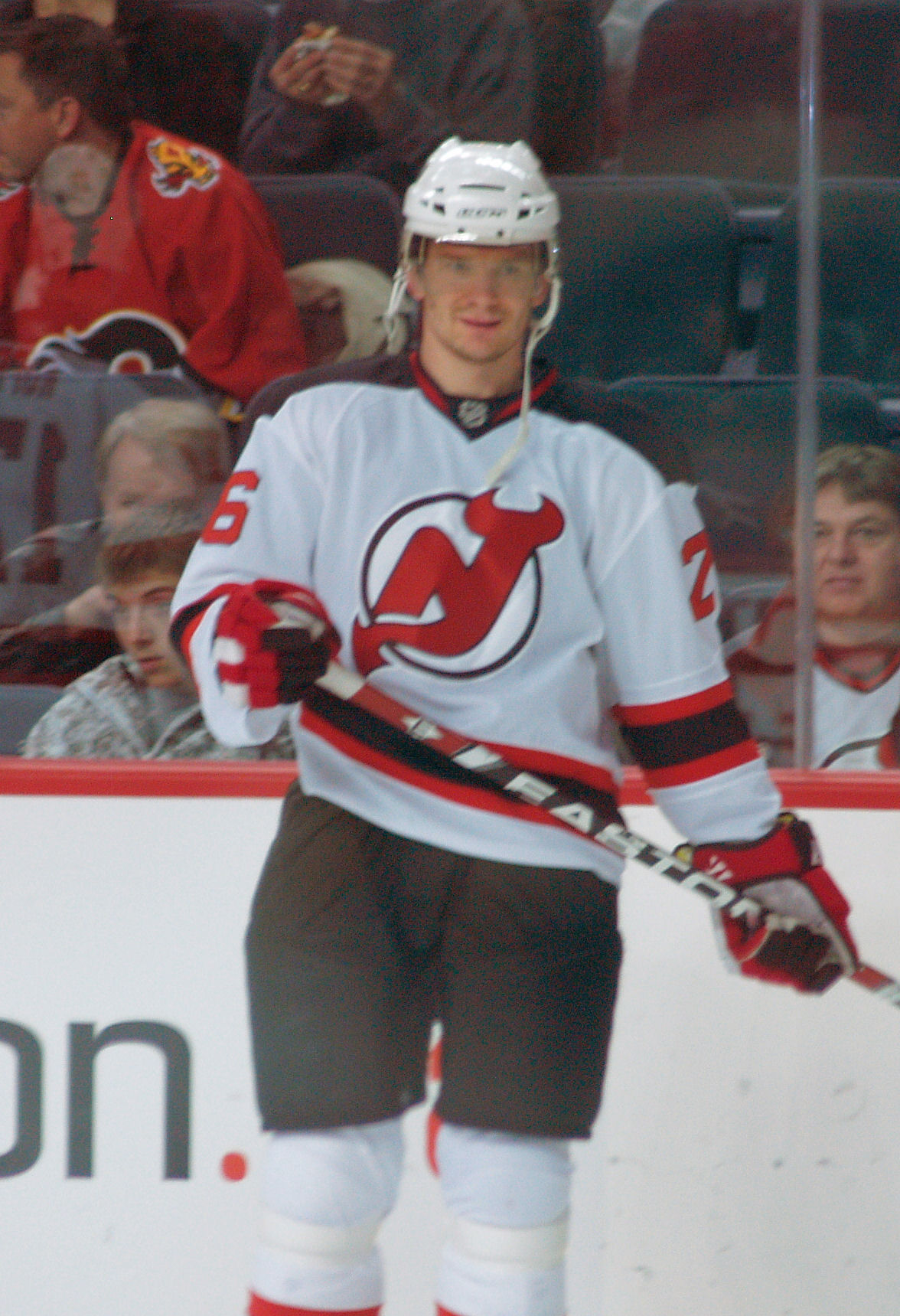
Patrik Eliáš hält den Rekord für die meisten Punkte in einer Saison

|                                   | Name           | Anzahl                                    |
| Meiste Spiele                     | Ken Daneyko    | 1.283 (in 20 Spielzeiten)                 |
| Meiste aufeinanderfolgende Spiele | Travis Zajac   | 401 (26. Oktober 2006 bis 10. April 2011) |
| Meiste Tore                       | Patrik Eliáš   | 408                                       |
| Meiste Vorlagen                   | Patrik Eliáš   | 617                                       |
| Meiste Punkte                     | Patrik Eliáš   | 1025 (408 Tore + 617 Vorlagen)            |
| Meiste Strafminuten               | Ken Daneyko    | 2.516                                     |
| Meiste Shutouts                   | Martin Brodeur | 124                                       |

#### Saison
|                               | Name            | Anzahl                     | Saison  |
| Meiste Tore                   | Brian Gionta    | 48                         | 2005/06 |
| Meiste Vorlagen               | Scott Stevens   | 60                         | 1993/94 |
| Meiste Punkte                 | Jack Hughes     | 99 (43 Tore + 56 Vorlagen) | 2022/23 |
| Meiste Punkte als Rookie      | Scott Gomez     | 70 (19 Tore + 51 Vorlagen) | 1999/00 |
| Meiste Punkte als Verteidiger | Scott Stevens   | 78 (18 Tore + 60 Vorlagen) | 1993/94 |
| Meiste Strafminuten           | Krzysztof Oliwa | 295                        | 1997/98 |
| Meiste Siege als Torhüter     | Martin Brodeur  | 48                         | 2006/07 |

## Trainer
Abkürzungen: GC = Spiele, W = Siege, L = Niederlagen, T = Unentschieden, OTL = Niederlagen
nach Overtime, Pts = Punkte, Win % = Siegquote
| Name                       | Saison            | Reguläre Saison | Reguläre Saison | Reguläre Saison | Reguläre Saison | Reguläre Saison | Reguläre Saison | Reguläre Saison | Playoffs | Playoffs | Playoffs |
| Name                       | Saison            | GC              | W               | L               | T               | OTL             | Pts             | Win %           | GC       | W        | L        |
| Bill MacMillan             | 1982/83–1983/84*  | 100             | 19              | 67              | 14              | —               | 52              | .190            | —        | —        | —        |
| Tom McVie                  | 1983/84*          | 60              | 15              | 38              | 7               | —               | 37              | .250            | —        | —        | —        |
| Doug Carpenter             | 1984/85–1987/88*  | 290             | 100             | 166             | 24              | —               | 224             | .345            | —        | —        | —        |
| Jim Schoenfeld             | 1987/88*–1989/90* | 124             | 50              | 59              | 15              | —               | 115             | .403            | 20       | 11       | 9        |
| John Cunniff               | 1989/90*–1990/91* | 133             | 59              | 56              | 18              | —               | 136             | .444            | 6        | 2        | 4        |
| Tom McVie                  | 1990/91*–1991/92  | 93              | 42              | 36              | 15              | —               | 99              | .452            | 14       | 6        | 8        |
| Herb Brooks                | 1992/93           | 84              | 40              | 37              | 7               | —               | 87              | .476            | 5        | 1        | 4        |
| Jacques Lemaire            | 1993/94–1997/98   | 378             | 199             | 122             | 57              | —               | 455             | .526            | 56       | 34       | 22       |
| Robbie Ftorek              | 1998/99–2000/01*  | 156             | 88              | 44              | 19              | 5               | 200             | .564            | 7        | 3        | 4        |
| Larry Robinson             | 2000/01*–2001/02* | 141             | 73              | 43              | 19              | 6               | 171             | .518            | 48       | 31       | 17       |
| Kevin Constantine          | 2001/02*          | 31              | 20              | 8               | 2               | 1               | 43              | .645            | 6        | 2        | 4        |
| Pat Burns                  | 2002/03–2004/05   | 164             | 89              | 45              | 22              | 8               | 208             | .543            | 29       | 17       | 12       |
| Larry Robinson             | 2005/06*          | 32              | 14              | 13              | —               | 5               | 33              | .438            | —        | —        | —        |
| Lou Lamoriello             | 2005/06*          | 50              | 32              | 14              | —               | 4               | 68              | .640            | 9        | 5        | 4        |
| Claude Julien              | 2006/07*          | 79              | 47              | 24              | —               | 8               | 102             | .595            | —        | —        | —        |
| Lou Lamoriello             | 2006/07*          | 3               | 2               | 0               | —               | 1               | 5               | .667            | 11       | 5        | 6        |
| Brent Sutter               | 2007/08–2008/09   | 164             | 97              | 56              | —               | 11              | 205             | .625            | 12       | 4        | 8        |
| Jacques Lemaire            | 2009/10           | 82              | 48              | 27              | —               | 7               | 103             | .628            | 5        | 1        | 4        |
| John MacLean               | 2010/11*          | 33              | 9               | 22              | —               | 2               | 20              | .303            | —        | —        | —        |
| Jacques Lemaire            | 2010/11*          | 49              | 29              | 17              | —               | 3               | 61              | .622            | —        | —        | —        |
| Peter DeBoer               | 2011/12–2014/15*  | 248             | 114             | 93              | —               | 41              | 278             | .560            | 24       | 14       | 10       |
| Adam Oates & Scott Stevens | 2014/15*          | 46              | 20              | 19              | —               | 7               | 47              | .511            | —        | —        | —        |
| John Hynes                 | 2015/16–2019/20*  | 354             | 150             | 159             | —               | 45              | 345             | .487            | 5        | 1        | 4        |
| Alain Nasreddine           | 2019/20*          | 43              | 19              | 16              | —               | 8               | 46              | .535            | —        | —        | —        |
| Lindy Ruff                 | 2020/21–2023/24*  | 281             | 128             | 125             | —               | 28              | 284             | .505            | 12       | 5        | 7        |
| Travis Green               | 2023/24*          | 21              | 8               | 12              | —               | 1               | 17              | .405            | —        | —        | —        |
| Sheldon Keefe              | seit 2024/25      | 82              | 42              | 33              | —               | 7               | 91              | .555            | 5        | 1        | 4        |

* Wechsel während der laufenden Saison

## General Manager
| Name           | Saison           |
| Bill MacMillan | 1982/83–1983/84  |
| Max McNab      | 1983/84–1986/87  |
| Lou Lamoriello | 1987/88–2014/15  |
| Ray Shero      | 2015/16–2019/20* |
| Tom Fitzgerald | seit 2019/20*    |

Beim Wechsel aus New Jersey blieb Bill MacMillan General Manager und übernahm zusätzlich noch den Trainerposten. Im zweiten Jahr startete das Team mit einer Niederlagenserie und MacMillan musste seinen Platz räumen. Sein Nachfolger Max McNab entwickelte das Team weiter, aber nicht so schnell, wie die Verantwortlichen sich dies erhofft hatten.
Als Team-Präsident geholt, konnte Lou Lamoriello auf eine erfolgreiche Zeit im College-Eishockey zurückblicken, aber es fehlte ihm die Erfahrung im Profi-Bereich. Eine seiner ersten Entscheidungen war die Entlassung von Max McNab. Lamoriello selbst übernahm diese Aufgabe und etablierte sich und das Team. Er führte das Team an die Spitze der NHL. Nach mehr als 20 Jahren im Amt wurde er in die Hockey Hall of Fame berufen und ist unter den General Managern der NHL eine feste Institution.
Nach der Saison 2014/15 und insgesamt 28 Amtsjahren trat Lamoriello zurück und installierte Ray Shero, der zuvor acht Jahre bei den Pittsburgh Penguins verbracht hatte, als seinen Nachfolger. Dieser wurde nach knapp fünf erfolglosen Jahren im Januar 2020 entlassen und durch seinen Assistenten Tom Fitzgerald ersetzt.

## Spieler

### Kader der Saison 2025/26
Stand: 15. Juni 2025
| Nr. | Nat.               | Spieler             | Pos. | Geburtsdatum      | in Org. seit | Geburtsort                                  |
| --- | ------------------ | ------------------- | ---- | ----------------- | ------------ | ------------------------------------------- |
| 34  | Kanada             | Jake Allen          | G    | 7. August 1990    | 2024         | Fredericton, New Brunswick, Kanada          |
| 50  | Kanada Deutschland | Nico Daws           | G    | 22. Dezember 2000 | 2024         | München, Deutschland                        |
| 25  | Schweden           | Jacob Markström     | G    | 31. Januar 1990   | 2024         | Gävle, Schweden                             |
| 44  | Kanada             | Dennis Cholowski    | D    | 15. Februar 1998  | 2025         | Langley, British Columbia, Kanada           |
| 5   | Kanada             | Brenden Dillon      | D    | 13. November 1990 | 2024         | Surrey, British Columbia, Kanada            |
| 2   | Vereinigte Staaten | Brian Dumoulin      | D    | 6. September 1991 | 2025         | Biddeford, Maine, USA                       |
| 7   | Kanada             | Dougie Hamilton     | D    | 17. Juni 1993     | 2021         | Toronto, Ontario, Kanada                    |
| 43  | Vereinigte Staaten | Luke Hughes         | D    | 9. September 2003 | 2023         | Manchester, New Hampshire, USA              |
| 8   | Kanada             | Johnathan Kovacevic | D    | 12. Juli 1997     | 2024         | Hamilton, Ontario, Kanada                   |
| 17  | Slowakei           | Šimon Nemec         | D    | 15. Februar 2004  | 2022         | Liptovský Mikuláš, Slowakei                 |
| 22  | Vereinigte Staaten | Brett Pesce         | D    | 15. November 1994 | 2024         | Tarrytown, New York, USA                    |
| 71  | Schweiz            | Jonas Siegenthaler  | D    | 6. Mai 1997       | 2021         | Zürich, Schweiz                             |
| 14  | Kanada             | Nathan Bastian      | RW   | 6. Dezember 1997  | 2021         | Kitchener, Ontario, Kanada                  |
| 63  | Schweden           | Jesper Bratt        | LW   | 30. Juli 1998     | 2017         | Stockholm, Schweden                         |
| 47  | Vereinigte Staaten | Paul Cotter         | C    | 16. November 1999 | 2024         | Canton, Michigan, USA                       |
| 12  | Kanada             | Cody Glass          | C    | 1. April 1999     | 2025         | Winnipeg, Manitoba, Kanada                  |
| 56  | Finnland           | Erik Haula          | C    | 23. März 1991     | 2022         | Pori, Finnland                              |
| 13  | Schweiz            | Nico Hischier – C   | C    | 4. Januar 1999    | 2017         | Naters, Schweiz                             |
| 86  | Vereinigte Staaten | Jack Hughes – A     | C    | 14. Mai 2001      | 2019         | Orlando, Florida, USA                       |
|     | Finnland           | Juho Lammikko       | LW   | 29. Januar 1996   | 2025         | Noormarkku, Finnland                        |
| 42  | Kanada             | Curtis Lazar        | C    | 2. Februar 1995   | 2023         | Salmon Arm, British Columbia, Kanada        |
| 23  | Kanada             | Kurtis MacDermid    | LW   | 25. März 1994     | 2024         | Sauble Beach, Ontario, Kanada               |
| 28  | Schweiz            | Timo Meier          | RW   | 8. Oktober 1996   | 2023         | Herisau, Schweiz                            |
| 91  | Kanada             | Dawson Mercer       | C    | 27. Oktober 2001  | 2020         | Carbonear, Neufundland und Labrador, Kanada |
| 11  | Vereinigte Staaten | Stefan Noesen       | RW   | 12. Februar 1993  | 2024         | Plano, Texas, USA                           |
| 18  | Tschechien         | Ondřej Palát – A    | LW   | 28. März 1991     | 2022         | Frýdek-Místek, Tschechoslowakei             |
| 10  | Niederlande        | Daniel Sprong       | RW   | 17. März 1997     | 2025         | Amsterdam, Niederlande                      |
| 90  | Slowakei           | Tomáš Tatar         | LW   | 1. Dezember 1990  | 2024         | Ilava, Tschechoslowakei                     |

### Mannschaftskapitäne
| Jahr      | Name                |
| 1982–1984 | Don Lever           |
| 1984–1987 | Mel Bridgman        |
| 1987–1991 | Kirk Muller         |
| 1991–1992 | Bruce Driver        |
| 1992–2004 | Scott Stevens       |
| 2004      | Scott Niedermayer*  |
| 2005–2006 | kein Kapitän        |
| 2006–2007 | Patrik Eliáš        |
| 2007–2011 | Jamie Langenbrunner |
| 2011–2012 | Zach Parise         |
| 2013–2015 | Bryce Salvador      |
| 2015–2020 | Andy Greene         |
| seit 2021 | Nico Hischier       |

* Interimskapitän
In der Geschichte der New Jersey Devils gab es bisher zwölf verschiedene Spieler, die das Amt des Mannschaftskapitäns bekleideten.

### Mitglieder der Hockey Hall of Fame
- Dave Andreychuk
- Martin Brodeur
- Herb Brooks
- Wjatscheslaw Fetissow
- Doug Gilmour
- Lou Lamoriello
- Igor Larionow
- Jacques Lemaire
- Scott Niedermayer
- Joe Nieuwendyk
- Larry Robinson
- Brendan Shanahan
- Peter Šťastný
- Scott Stevens

### Gesperrte Trikotnummern
In ihrer Franchise-Geschichte haben die New Jersey Devils bisher vier Trikotnummern offiziell gesperrt. Zudem wird eine weitere offiziell nicht mehr vergeben.
| Nr. | Name              | Sperrungsdatum             |
| 3   | Ken Daneyko       | 24. März 2006              |
| 4   | Scott Stevens     | 12. November 2007          |
| 26  | Patrik Eliáš      | 24. Februar 2018           |
| 27  | Scott Niedermayer | 16. Dezember 2011          |
| 30  | Martin Brodeur    | 9. Februar 2016            |
| 99  | Wayne Gretzky     | 6. Februar 2000 (ligaweit) |

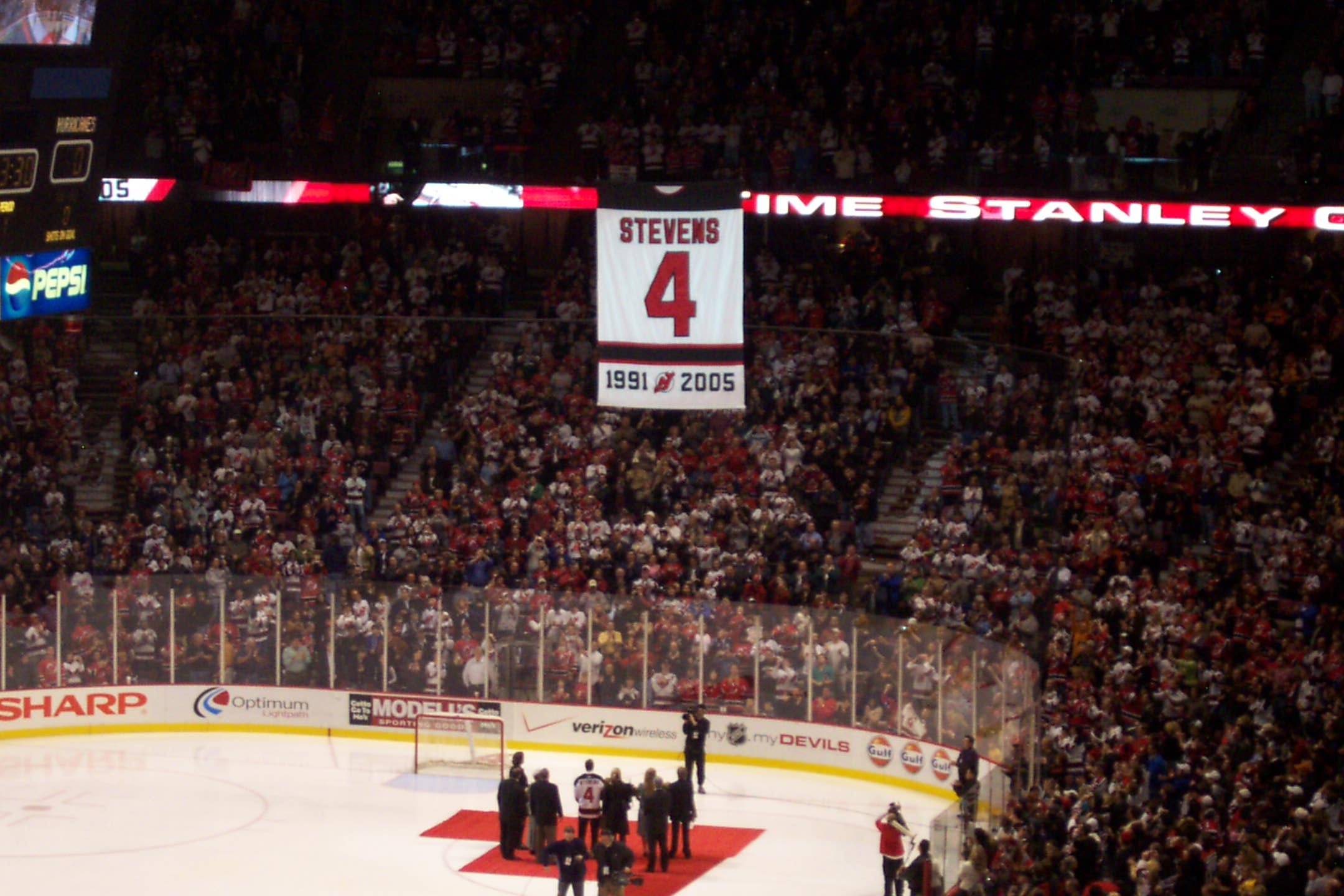
Die New Jersey Devils hängen die Nummer 4 von Scott Stevens an die Hallendecke.

Erst 15 Jahre nachdem die Devils nach New Jersey umgezogen waren, wurde 2006 erstmals eine Nummer aus dem Umlauf genommen. Ken Daneyko, der erste Spieler der Devils, dem diese Ehre zuteilwurde, war nie ein Star in der NHL. 1983 gab er sein NHL-Debüt bei den Devils und blieb bis zu seinem Karriereende 2003 dem Team treu. Kein anderer Spieler trug das Trikot der Devils öfter als er. Im Jahr darauf wurde auch die Nummer von Scott Stevens gesperrt. Stevens war zwölf Jahre Mannschaftskapitän der Devils. In dieser Zeit gewannen die Devils dreimal den Stanley Cup. Beide Trikotnummern hängen unter der Hallendecke des Prudential Center und werden an keinen Spieler der New Jersey Devils mehr vergeben. Während Stevens’ Nummer auch in der derzeitigen Spielstätte geehrt wurde, musste Daneykos Nummer durch den Umzug in der Continental Airlines Arena abgehängt und im Prudential Center neu installiert werden. Im Februar 2016 sperrten die Devils die vierte Trikotnummer der Franchise-Geschichte, die 30 von Martin Brodeur, einem der besten Torhüter der NHL-Geschichte. Im folgte im Februar 2018 die Nummer 26 seines Teamkollegen Patrik Eliáš.
Des Weiteren wird die berühmte 99 des Kanadiers Wayne Gretzky nicht mehr an einen Spieler vergeben, da sie seit dem 6. Februar 2000 offiziell durch die Liga gesperrt ist.

### Top-10-Wahlrechte im NHL Entry Draft
| Name              | Jahr | Draft-Position |
| Rocky Trottier    | 1982 | 8.             |
| John MacLean      | 1983 | 6.             |
| Kirk Muller       | 1984 | 2.             |
| Craig Wolanin     | 1985 | 3.             |
| Neil Brady        | 1986 | 3.             |
| Brendan Shanahan  | 1987 | 2.             |
| Bill Guerin       | 1989 | 5.             |
| Scott Niedermayer | 1991 | 3.             |
| Lance Ward        | 1996 | 10.            |
| Adam Larsson      | 2011 | 4.             |
| Pavel Zacha       | 2015 | 6.             |
| Nico Hischier     | 2017 | 1.             |
| Jack Hughes       | 2019 | 1.             |
| Alexander Holtz   | 2020 | 7.             |
| Luke Hughes       | 2021 | 4.             |
| Šimon Nemec       | 2022 | 2.             |
| Anton Silajew     | 2024 | 10.            |

### Franchise-Top-Punktesammler
Die zehn besten Punktesammler in der Geschichte des Franchise bis zum Ende der regulären Saison 2024/25 und der Playoffs 2025.
Abkürzungen: Pos = Position, GP = Spiele, G = Tore, A = Vorlagen, Pts = Punkte, P/G = Punkte pro Spiel
| Name              | Pos | Saison          | GP   | G   | A   | Pts  | P/G  |
| Patrik Eliáš      | LW  | 1995/96–2015/16 | 1240 | 408 | 617 | 1025 | 0,83 |
| John MacLean      | RW  | 1983/84–1997/98 | 934  | 347 | 354 | 701  | 0,75 |
| Travis Zajac      | C   | 2006/07–2020/21 | 1024 | 202 | 348 | 550  | 0,54 |
| Kirk Muller       | C   | 1981/82–1990/91 | 556  | 185 | 335 | 520  | 0,94 |
| Scott Gomez       | C   | 1999/00–2006/07 | 606  | 123 | 361 | 484  | 0,80 |
| Scott Gomez       | C   | 2014/15         | 606  | 123 | 361 | 484  | 0,80 |
| Scott Niedermayer | D   | 1991/92–2003/04 | 892  | 112 | 364 | 476  | 0,53 |
| Bobby Holík       | C   | 1992/93–2001/02 | 786  | 202 | 270 | 472  | 0,60 |
| Bobby Holík       | C   | 2008/09         | 786  | 202 | 270 | 472  | 0,60 |
| Aaron Broten      | C   | 1982/83–1989/90 | 641  | 162 | 307 | 469  | 0,73 |
| Jesper Bratt      | LW  | seit 2017/18    | 552  | 150 | 297 | 447  | 0,81 |
| Scott Stevens     | D   | 1991/92–2003/04 | 956  | 93  | 337 | 430  | 0,45 |

| Name                | Pos | GP  | G  | A  | Pts | P/G  |
| Patrik Eliáš        | LW  | 162 | 44 | 80 | 125 | 0,77 |
| John MacLean        | RW  | 88  | 31 | 44 | 75  | 0,85 |
| Scott Gomez         | C   | 97  | 21 | 44 | 65  | 0,67 |
| Scott Niedermayer   | D   | 146 | 17 | 47 | 64  | 0,44 |
| Scott Stevens       | D   | 153 | 17 | 45 | 62  | 0,41 |
| Brian Rafalski      | D   | 102 | 17 | 43 | 60  | 0,59 |
| Claude Lemieux      | RW  | 82  | 34 | 23 | 57  | 0,70 |
| Bobby Holík         | C   | 124 | 20 | 37 | 57  | 0,45 |
| Petr Sýkora         | C   | 81  | 24 | 27 | 51  | 0,63 |
| Jamie Langenbrunner | RW  | 68  | 18 | 32 | 50  | 0,74 |

### Bekannte ehemalige Spieler
- T Martin Brodeur
- T Chris Terreri
- T Sean Burke
- V Bruce Driver
- V Ken Daneyko
- V Uli Hiemer
- V Lyle Odelein
- V Sheldon Souray
- V Scott Niedermayer
- V Scott Stevens
- S Petr Sýkora
- S Pat Verbeek
- S John MacLean
- S Bobby Holík
- S Claude Lemieux
- S Zach Parise